# Resolució 2058 del Consell de Seguretat de les Nacions Unides
La Resolució 2058 del Consell de Seguretat de les Nacions Unides fou adoptada el 19 de juliol de 2012. Després de reafirmar totes les resolucions sobre el conflicte de Xipre, en particular les resolucions 1251 (1999) i 1953 (2010), el Consell va ampliar el mandat de la Força de les Nacions Unides pel Manteniment de la Pau a Xipre (UNFICYP) durant sis mesos més fins al 30 de gener de 2013. La resolució fou aprovada per 13 vots a favor i cap en contra, i amb l'abstenció de l'Azerbaidjan i Pakistan. Azerbaidjan va considerar que la resolució era massa poc centrada en els resultats. Pakistan va trobar que s'havia negociat molt poc per arribar a un consens sobre la resolució.

## Resolució
El Consell de Seguretat va assenyalar que el govern de Xipre havia acceptat la presència contínua de la UNFICYP a l'illa. La solució al conflicte l'havien de trobar els propis xipriotes, i s'observaven avenços en les negociacions entre ambdues parts que havien de portar cap a una federació bicomunal. També va instar a treballar per implementar mesures per crear més confiança entre les dues parts. La desconnexió addicional de la Línia Verda encara estava bloquejada.
El Consell va instar a la part turcoxipriota a restaurar l'statu quo militar a Strovilia existent abans del 30 de juny del 2000 i va demanar accés als desminadors.